# Marc Pfertzel
Marc Pfertzel est un joueur de football français né le 21 mai 1981 à Mulhouse. Il mesure 1,82 m pour 73 kg.
Ce défenseur français présente la particularité de n'avoir jamais joué dans un championnat professionnel français.

## Biographie
Il débute à l'US Thann avant de partir faire ses gammes dans les équipes de jeunes du FC Mulhouse mais rejoint finalement le FC Bâle à la suite du dépôt de bilan du FCM. Le club suisse lui propose un premier contrat pro mais se rétracte lorsque le joueur est victime d'une pubalgie.
Après six mois d'inactivité, il rebondit au FC Sochaux où il évolue avec l'équipe réserve en CFA 2. Mais le club franc-comtois ne le conserve pas.
En 2001, Marc Pfertzel signe en faveur de l'ES Troyes AC. N'ayant pas eu sa chance en professionnel, il saisit l'occasion que lui offre Albert Rust au FC Sète en National.
Après une saison aboutie à ce niveau, il est repéré par Livourne Calcio, alors en Serie B. Il y signe son premier contrat professionnel dans la foulée et y passera 4 années (1 en Serie B et 3 en Serie A), y gagnant ses galons de titulaire, souvent comme milieu de terrain droit. Il y découvrira également la Coupe de l'UEFA, disputant notamment un match contre l'AJ Auxerre.
À l'été 2007, il s'engage en faveur du VfL Bochum, en Bundesliga. Le club sera relégué en 2e division à l'issue de la saison 2009-2010.

## Carrière
- 1995-1999 :  FC Mulhouse (formation)
- 1999-2001 :  FC Bâle (Super League)
- 2001 :  FC Sochaux B (CFA 2)
- 2001-2002 :  ES Troyes AC B (CFA 2)
- 2002-2003 :  FC Sète (National)
- 2003-2007 :  Livourne Calcio (Serie B puis Serie A)
- 2007- janv. 2011 :  VfL Bochum (Bundesliga puis 2. Bundesliga)
- janv. 2011-2011 :  AO Kavala (Ligue Ethniki)
- 2011-2014 :  1.FC Union Berlin (2. Bundesliga)
- 2014- :  SV Sandhausen (2. Bundesliga)[1]